# Tramwaje w Omsku
Tramwaje w Omsku − system komunikacji tramwajowej w rosyjskim mieście Omsk.

## Historia
Tramwaje w Omsku uruchomiono 7 listopada 1936. Uruchomione tramwaje od początku są elektryczne i kursują po torze o szerokości 1524 mm. W latach 50. zbudowano linię do położonej na północ od miasta rafinerii. W 1978 zbudowano linię tramwajową przez rzekę Irtysz, która miała obsługiwać nowe osiedla mieszkaniowe. Tramwaje w Omsku znajdują się od upadku ZSRR w kryzysie. W 1998 zamknięto linię do rafinerii, a w 2007 zamknięto linię przez most na Irtyszu, którą kilka lat wcześniej wyremontowano. 

## Linie
Obecnie tramwaje kursują na pięcie liniach:
- 1: Pos. Amurskij - Polot
- 2: Kotielnikowa - Polot
- 4: Kotielnikowa - Pos. Amurskij
- 7: Strielnikowa - Pos. Amurskij
- 8: Kotielnikowa - Polot
- 9: Kotielnikowa - 3. Razjezd

## Tabor
Podstawę taboru tramwajowego stanowią wagony KTM-5 ich uzupełnieniem są KTM-8 i KTM-19. Łącznie w mieście jest 96 wagonów tramwajowych:
| typ     | sztuk |
| ------- | ----- |
| KTM-5   | 57    |
| KTM-5A  | 30    |
| KTM-8K  | 1     |
| KTM-8KM | 6     |
| KTM-19K | 2     |

Tabor techniczny składa się z 10 tramwajów w tym 4 wagonów KTM-5. 